# می‌خواهی که برگردی
«می‌خواهی که برگردی» (اسپانیایی: Tú Quieres Volver‎) ترانه‌ای از گروه جیپسی کینگز است که در سال ۱۹۸۸ در آلبوم جیپسی کینگز آنها منتشر شد.
نسخهٔ دیگری از این ترانه را سارا برایتمن در سال ۱۹۹۷ منتشر کرد.